# Hainweiher
Hainweiher ist ein Gemeindeteil der Stadt Burgkunstadt im oberfränkischen Landkreis Lichtenfels.

## Geografische Lage
Das Dorf Hainweiher liegt auf einer Hochebene, etwa einen Kilometer nördlich des Stadtkerns von Burgkunstadt. Südlich des Dorfes, am Hainweiherer Berg, liegt der Weiler Meuselsberg, im Westen das Kirchdorf Ebneth. Am Fuße der Hochebene fließt der Main vorbei, so dass Hainweiher aufgrund seiner Lage zum obermainischen Bruchschollenland gehört.

## Geschichte
Wann Hainweiher gegründet wurde und von wem ist unklar. Die erste Nennung war 1789 als „Haynweiler“, das zur Herrschaft Ebneth der Freiherren von Seckendorff gehörte und aus zwei Gütern, drei kleinen Gütern, sechs Häusern und einer Schänke bestand.
Die Freiwillige Feuerwehr Ebneth wurde am 30. August 1896 gegründet. Da Ebneth und Heinweiher im 20. Jahrhundert eine eigenständige, gemeinsame Gemeinde bildeten, wurde die Feuerwehr später in Freiwillige Feuerwehr Ebneth-Hainweiher umbenannt. Das heutige Feuerwehrhaus in Hainweiher wurde im August und September 1995 errichtet.
Da die Abwasserentsorgung in Hainweiher, Ebneth und Meuselsberg seit vielen Jahren schon ein Problem ist, beschloss der Stadtrat von Burgkunstadt 2008 die Dörfer an das städtische Klärwerk anzuschließen. Nach einer Unterschriftensammlung Ende 2010 ist seitdem der Bau von Kleinkläranlagen in Meuselsberg geplant, Hainweiher und Ebneth sollen aber höchstwahrscheinlich an die zentrale Abwasserentsorgung angeschlossen werden. Bisher wurden die Baumaßnahmen noch nicht angegangen.

### Einwohnerentwicklung
Die Tabelle gibt die Einwohnerentwicklung Hainweihers anhand einzelner Daten wieder.
| Jahr | Einwohner | Quelle |
| ---- | --------- | ------ |
| 1987 | 68        | [ 5 ]  |
| 2001 | 77        | [ 6 ]  |
| 2002 | 73        | [ 6 ]  |
| 2003 | 68        | [ 6 ]  |
| 2004 | 68        | [ 7 ]  |
| 2005 | 70        | [ 7 ]  |
| 2006 | 67        | [ 7 ]  |
| 2007 | 66        | [ 1 ]  |
| 2008 | 65        | [ 1 ]  |
| 2009 | 64        | [ 1 ]  |
| 2010 | 62        | [ 1 ]  |

## Vereine
- Freiwillige Feuerwehr Ebneth-Hainweiher
- Gesangverein Ebneth-Hainweiher
- Jagdgenossenschaft Ebneth/Hainweiher
- Turnerbund Hainweiher